# Petrell alanegre
El petrell alanegre (Pterodroma nigripennis) és un ocell marí de la família dels procel·làrids (Procellariidae), d'hàbits pelàgics, que habita al Pacífic i cria a les illes de Lord Howe, Norfolk, Portland, Kermadec, Three Kings, Chatham i Tubuai.